# Odontoptilum angulata
Odontoptilum angulata är en art av fjärilar som beskrevs av Cajetan von Felder 1862. Den ingår i släktet Odontoptilum och familjen tjockhuvuden. Inga underarter finns listade i Catalogue of Life.

## Bildgalleri

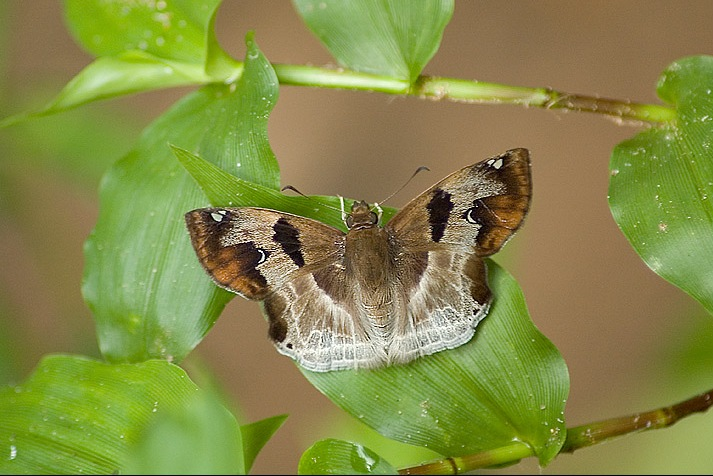